# Đấu Cốc Ô Thố
Đấu Cốc Ô Thố (chữ Hán: 鬬穀於菟), họ Mị (tức Hùng), thị tộc Đấu, tên là Cốc Ô Thố, tự Tử Văn (子文), lệnh doãn nước Sở đời Xuân Thu.

## Cuộc đời
Căn cứ vào Tả truyện - Tuyên công tứ niên, Nhược Ngao nước Sở lấy vợ là con gái vua nước nước Vân, sanh ra Đấu Bá Tỷ. Nhược Ngao mất, Bá Tỷ theo mẹ về nước Vân, rồi tư thông với con gái của Vân tử, sanh ra một đứa con trai. Vân phu nhân đem đứa trẻ bỏ ở chằm Vân Mộng, không ngờ đứa trẻ lại được một con cọp cái chăm sóc rồi cho bú. Vân tử đi săn, trông thấy thì kinh hãi, vội quay về thuật lại cho phu nhân. Vân phu nhân đành phải nói thật, Vân tử bèn đem con gái gả cho Bá Tỷ, tìm đứa trẻ đem về giao lại cho 2 vợ chồng Bá Tỷ. Nhân vì đứa trẻ được cọp cho bú, nên mới đặt tên là Cốc Ô Thố. Trong tiếng nước Sở, Cốc nghĩa là cho bú, Ô Thố nghĩa là cọp.
Năm 664 TCN, Đấu Ban giết lệnh doãn Tử Nguyên, Đấu Cốc Ô Thố kế nhiệm làm lệnh doãn. Gặp thời cục động loạn, ông đem gia sản ra giúp nước Sở vượt qua nguy khó, được đời sau ca ngợi.